# Blogosfera moldovenească
Blogosfera moldovenească reprezintă totalitatea blog-urilor din Republica Moldova, formând o rețea și cuprinzând bloguri din toate domeniile.

## Blogosfera.MD
Blogosfera.MD poate fi numit homepage-ul Blogosferei Moldovenești și a fost lansat de un mic grup de bloggeri din Republica Moldova. Prin intermediul acestui website se urmărește scopul de a contribui la dezvoltarea comunității de bloggeri din Republica Moldova, cât și la atragerea unui număr cât mai mare de bloggeri, doritori de a-și expune gândurile pe internet. Numărul blog-urilor înregistrate la momentul respectiv pe Blogosfera.MD este de aproximativ 350, împărțite în 21 de categorii. 

## Moldova Bloggers Survey 2007
Moldova Bloggers Survey 2007 este un sondaj online ce a avut loc între 12 și 26 noiembrie 2007. Moldova Blogger Survey 2007 este un proiect pilot, lansat cu sprijinul și contribuția organizatorilor RoBloggersSurvey, Carmen Holotescu și Cristian Manafu. Eventual, dacă proiectul pilot se va dovedi a fi de succes, urmează să se desfășoare ediții anuale ale Moldova Blogger Survey.

## Blogovăț 2008 - Festivalul Blogului Moldovenesc
Blogovăț este o inițiativă a unui grup de bloggeri din Moldova, care are drept scop promovarea și consolidarea bloggingului în spațiul moldnet, coagularea comunității bloggerilor din Moldova și crearea unui spațiu alternativ de exprimare, discuție și colaborare.

## Blogosfera Moldovenească în presă
De curând Blogosfera Moldovenească a fost luată în vizor de redacția unei reviste locale, Business Class. Articolul se numește "Primii pași ai blogosferei moldovenești" și cuprinde o mică descriere a blogosferei și părerile celor mai cunoscuți bloggeri din Republica Moldova. 

## Lista Blogurilor din Republica Moldova
- Blogosfera.md
- Bloglines.com Arhivat în 31 decembrie 2007, la Wayback Machine.